# Metropolitan Opera House
La Ópera Metropolitana de Nueva York (Metropolitan Opera House, también conocida simplemente como el Metropolitan o el Met) es una compañía y teatro de ópera ubicado en el Lincoln Center de Nueva York.
Es uno de los más importantes de la ópera mundial, con un elenco de estrellas norteamericanas e internacionales.
El Met es la mayor institución de música clásica de los Estados Unidos, y anualmente ofrece unas 220 representaciones de ópera. Su sede se considera uno de los principales teatros de ópera del mundo, y uno de los mayores. Cada temporada del Met se extiende desde septiembre hasta mayo, y presenta alrededor de 27 óperas en un programa de repertorio rotativo, con siete representaciones semanales de cuatro títulos diferentes. De lunes a sábado las representaciones se ofrecen por la noche, con una función extra los sábados, generalmente a las dos de la tarde.

## El viejoMetde la calle 39

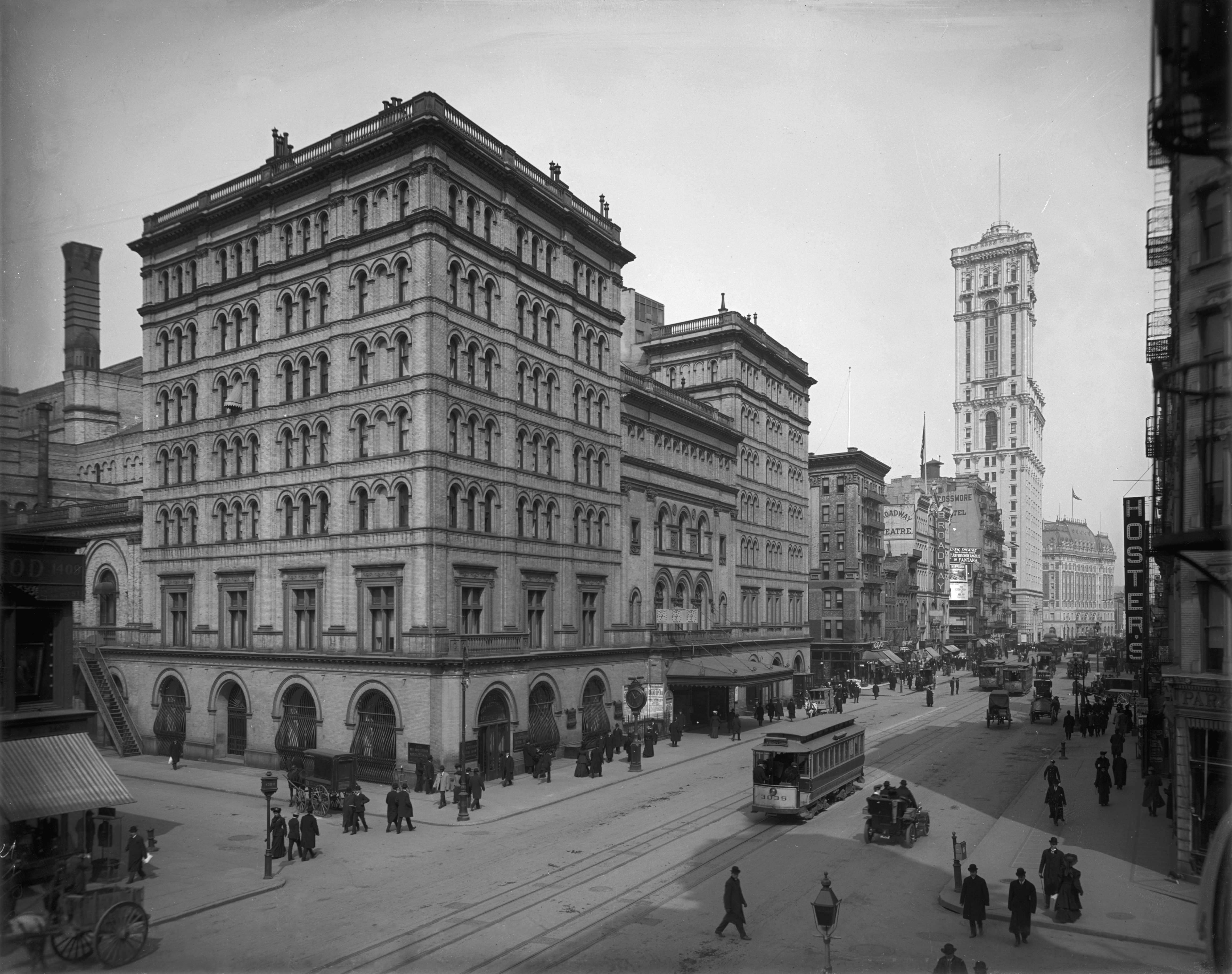
El antiguo Metropolitan.

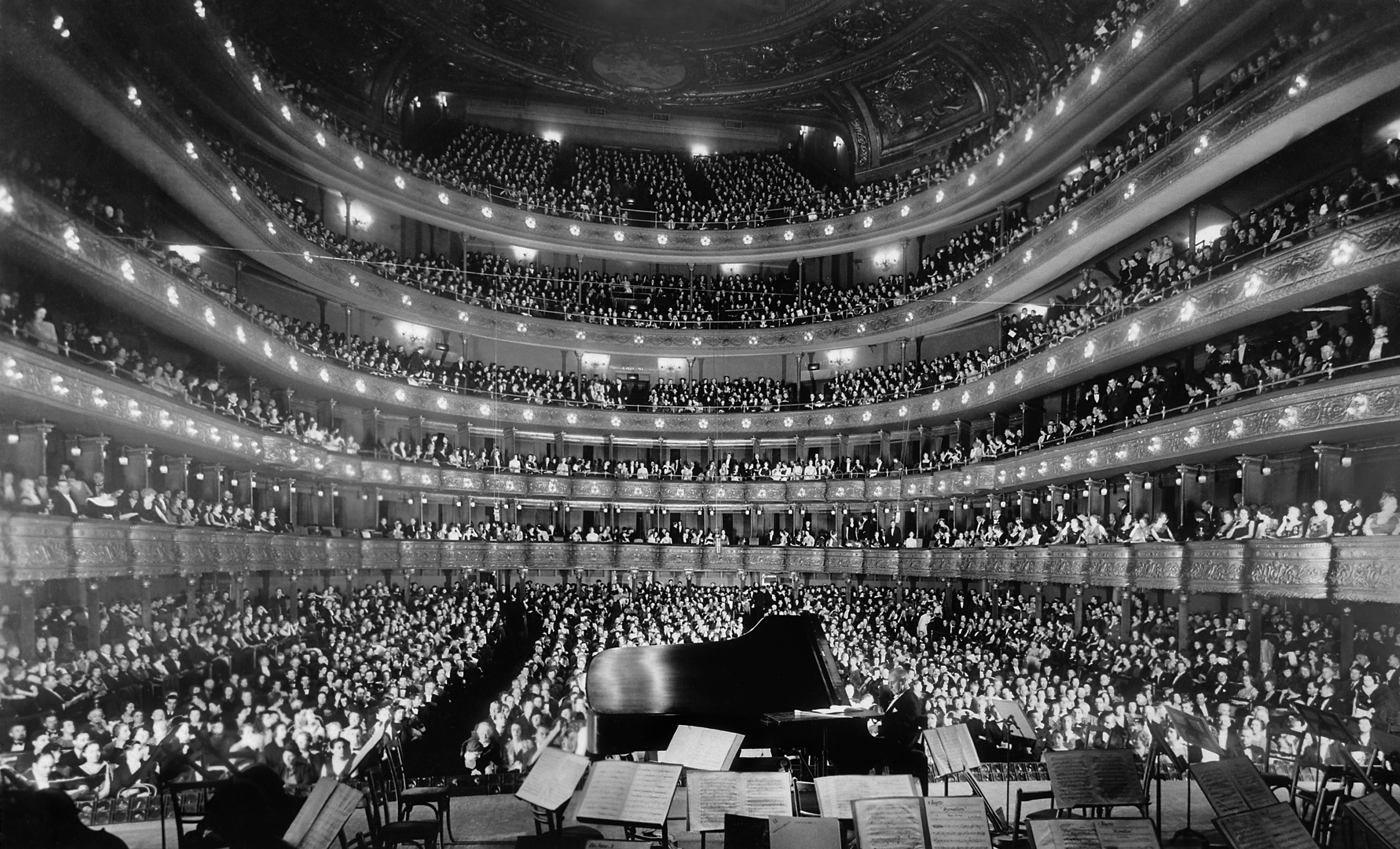
Un lleno del teatro el 28 de noviembre de 1937 para un concierto de Józef Hofmann.

La Metropolitan Opera fue fundada en abril de 1880. Su primera sede estuvo en el 1411 de Broadway, en la manzana entre las calles West 39th y West 40th, en el Garment District de Manhattan. El edificio, al que se recuerda actualmente como "the old Met" (el viejo Met) fue diseñado por el arquitecto J. Cleaveland Cady, y abrió sus puertas el 22 de octubre de 1883, con una representación de Fausto. Fue destruido por un incendio el 27 de agosto de 1892. La temporada se suspendió mientras se reconstruía el edificio.
En 1903 el interior del teatro se renovó completamente, incluidos los elementos característicos que mantuvo hasta su cierre, como el auditorio dorado, el candelero, el proscenio curvado y el telón de damasco dorado. En 1940 se creó la Metropolitan Opera Association, a la que se traspasó la propiedad del teatro desde las familias que ostentaban la propiedad de los palcos. Se suprimieron los palcos del segundo piso y se sustituyeron por filas de butacas, manteniéndose solo los palcos del primer piso. Desde entonces, el aforo del teatro fue de 3.625 butacas y 224 plazas de pie.
El teatro se distinguía por su excelente acústica y su elegante interior, mientras que las instalaciones escénicas eran claramente insuficientes para una compañía de ópera de la categoría del Met. Era normal ver los decorados y escenarios del Met en la calle 39, donde tenían que almacenarse entre representaciones. Durante varios años, se pusieron en marcha varios proyectos para la construcción de una nueva sede para la compañía, en diferentes localizaciones en Nueva York. Finalmente, con el desarrollo del Lincoln Center en el Upper West Side se encontró la oportunidad para la construcción de un teatro de ópera moderno.
El Old Met cerró el 16 de abril de 1966 con una emotiva gala de despedida, en la que participaron todos los artistas de la compañía. La soprano Zinka Milanov, por tanto tiempo unida a la compañía, hizo su última aparición en el Met aquella noche. A pesar de una campaña para preservar el edificio y conservarlo como monumento, el old Met fue demolido en 1967, y reemplazado por un moderno edificio de oficinas.

## El nuevoMeten el Lincoln Center

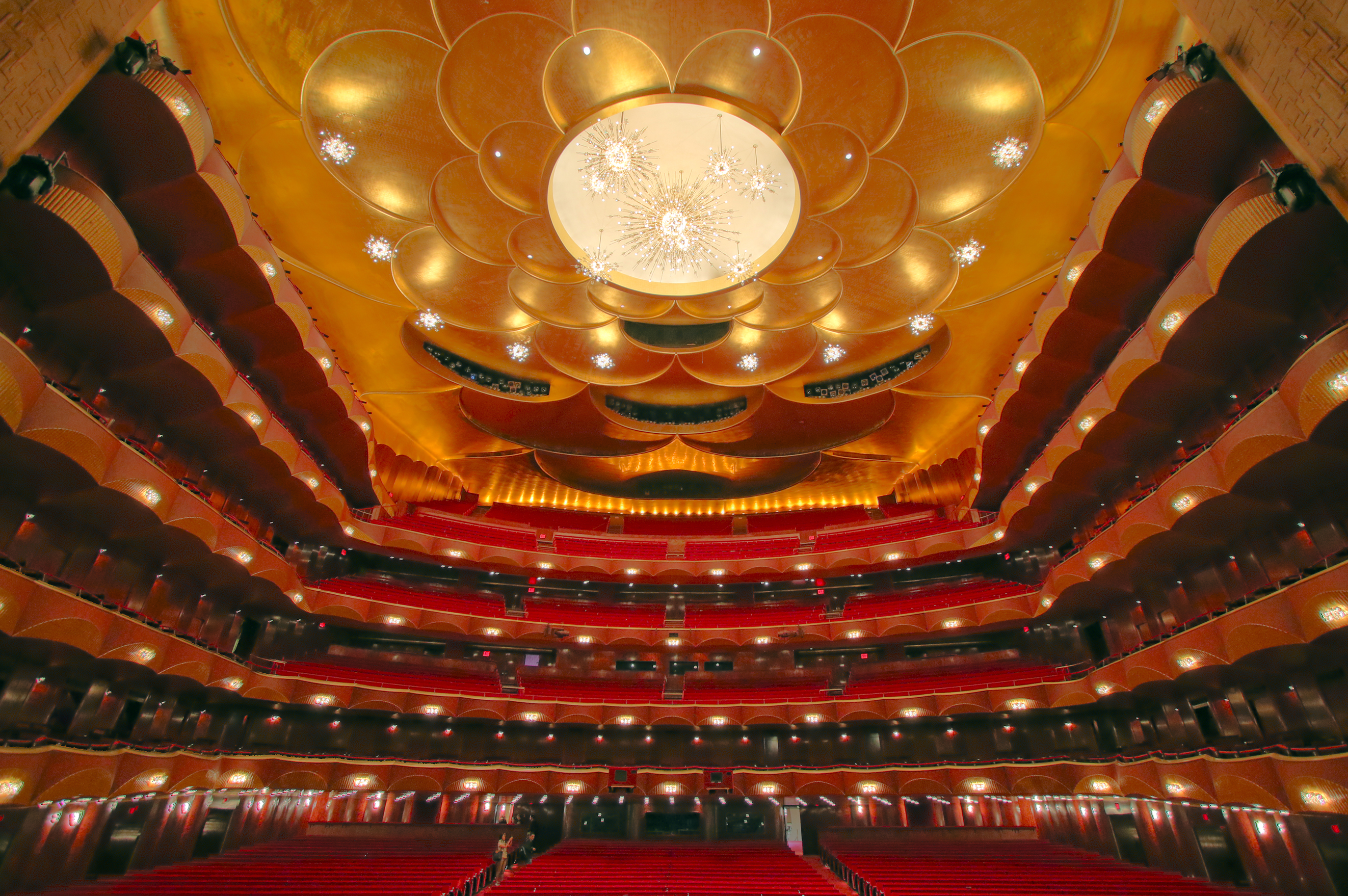
Vista de los palcos del teatro.

El actual teatro de la Ópera Metropolitana fue diseñado por el arquitecto Wallace K. Harrison y es el auditorio más grande de su tipo en el mundo, con un aforo de cerca de 3.975 localidades (3.800 asientos más 175 plazas de pie). El escenario presenta una embocadura cuadrada de 16 metros de ancho por 16 de alto, con una profundidad de 24 metros y una torre escénica de 33,5 metros de altura sobre el suelo del escenario. El teatro tiene la tecnología necesaria para sustituir diariamente el escenario de la ópera que se representa, utilizando un complejo sistema de escenarios, tramoyas y cicloramas. Esta cualidad permite que en el Metropolitan haya funciones casi todos los días del año. 
Cierra la perspectiva en la gran plaza del Lincoln Center flanqueado por otros dos inmensos teatros, el David H. Koch Theater (anteriormente conocido como New York State Theater), que fuera la sede de la desaparecida New York City Opera, y el David Geffen Hall (primero Philharmonic Hall y luego Avery Fischer Hall), sede de la Orquesta Filarmónica de Nueva York. Es uno de los centros musicales más importantes del mundo.
Fue inaugurado el 16 de septiembre de 1966, con el estreno de la ópera Antonio y Cleopatra de Samuel Barber protagonizado por Leontyne Price y Jess Thomas en producción de Franco Zeffirelli.
En el recibidor se exhiben dos inmensos murales creados especialmente para el espacio por Marc Chagall: "The Triumph of the Music" y "The Sources of the Music". También hay esculturas de Aristide Maillol y Wilhelm Lehmbruck, y las lámparas del vestíbulo y del auditorio fueron construidas por la firma J. & L. Lobmeyr de Viena.
El Met ofrece un servicio de transmisión radiofónica en directo. La primera transmisión se realizó el 25 de diciembre de 1931, con una producción de la ópera Hansel y Gretel  de Engelbert Humperdinck.
Ha incorporado el servicio de subtítulos a seis idiomas frente a cada asiento.
También se usa para sala de conciertos en ocasiones especiales, Vladimir Horowitz, Daniel Barenboim y James Levine son algunos de los artistas que lo utilizaron como sala de concierto.

## La Compañía de ópera delMet
La Ópera Metropolitana se creó como una alternativa a la Academia de Música de Nueva York, dirigida por un círculo restringido de la más alta sociedad neoyorquina. La nueva compañía fue dirigida por alguna de las nuevas familias ricas de la época (Roosevelt, Vanderbilt, Morgan, Astor...). El director de la compañía fue Henry Abbey, que la puso en marcha a partir de un grupo de cantantes de origen alemán, con bajos costes, entre los que no se encontraba ninguno de los cantantes que más éxito estaban teniendo en los teatros europeos de la época. La compañía puso en marcha un repertorio internacional, pero cantado en alemán. Tras el incendio de 1892 y la posterior reconstrucción, la dirección fue asumida por Maurice Grau, que consiguió llevar al Met a una primera "Edad de Oro", con la presencia de cantantes de nivel internacional, como los hermanos Edouard y Jean de Reszke, Lilli Lehmann, Emma Calvé,  Nellie Melba, Marcella Sembrich, Milka Ternina, Ernestine Schumann-Heink, Francesco Tamagno, Francisco Viñas o Victor Maurel. En 1898 la compañía inició una gira anual de seis semanas por ciudades de los Estados Unidos que se mantuvo hasta 1986, cuando se suprimió por problemas presupuestarios.

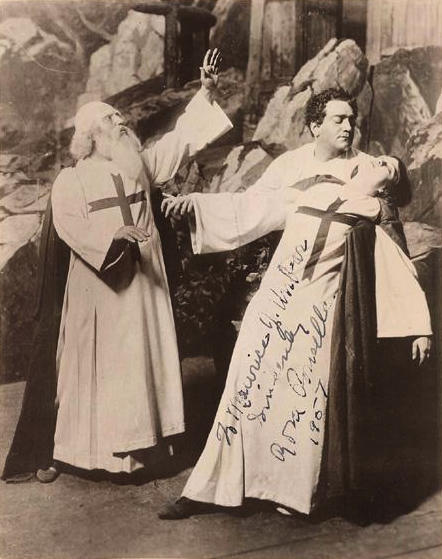
Enrico Caruso, Rosa Ponselle y José Mardones en La forza del destino (1918).

Desde 1900, se crearon diferentes grupos o "alas" de la compañía, con cantantes y directores especialistas en los repertorios alemán, italiano o francés. Desde la Segunda Guerra Mundial esta distinción se fue desvaneciendo, a medida que los cantantes comenzaban a diversificar su carrera, y emplear menos tiempo enrolados en una única compañía. De 1900 a 1904 se realizaron las primeras grabaciones en el Met, a cargo de Lionel Mapleson, que utilizó un fonógrafo Edison y que permitió preservar lós únicos testimonios sonoros de artistas como Jean de Reszke y Milka Ternina. Tras el debut, en 1903, de Enrico Caruso, con el duque de Rigoletto, comenzó la época del empresario Giulio Gatti-Casazza (1908-1935), que elevó el nivel y el prestigio del teatro, con la presencia de cantantes como Rosa Ponselle, Elisabeth Rethberg, Maria Jeritza, Frida Leider, Amelita Galli-Curci, Lily Pons, Giovanni Martinelli, Beniamino Gigli, Giacomo Lauri-Volpi, Lauritz Melchior, Titta Ruffo, Giuseppe De Luca, Lawrence Tibbett, Friedrich Schorr, Feodor Chaliapin, José Mardones, Tancredi Pasero y Ezio Pinza, entre otros. En esta época Arturo Toscanini y Gustav Mahler dirigieron regularmente en el Met.
El tenor canadiense Edward Johnson fue el administrador general desde 1935 hasta 1950, y consiguió conducir la compañía durante la Gran Depresión y la Guerra Mundial, manteniendo el nivel artístico. Zinka Milanov, Jussi Björling, Alexander Kipnis, Jan Peerce, Richard Tucker, Leonard Warren y Robert Merrill se presentaron ante el público del Met en esta época, mientras que Kirsten Flagstad reinó como la soprano wagneriana de esta era. Kurt Adler, Sir Thomas Beecham, George Szell y Bruno Walter son algunos de los grandes directores contratados por Johnson.
La etapa de la dirección del austriaco-británico Rudolf Bing ha sido la más larga de la historia del Met (1950-1972). Bing modernizó la administración y el sistema de venta de entradas y suprimió la tradicional representación semanal en Filadelfia. Durante su etapa la compañía se trasladó al nuevo Teatro en el Lincoln Center. Aunque no hubo una dirección musical estable durante esta época, grandes nombres como Kurt Adler, Fritz Stiedry, Dimitri Mitropoulos, Erich Leinsdorf, Fritz Reiner y Karl Böhm pasaron por el foso del Met en los años 50 y 60. En 1967 se produjo el debut de Herbert von Karajan, que dirigió La valquiria en la producción diseñada por el mismo para el Festival de Pascua de Salzburgo. En los años siguientes se presentaron el resto de las obras de El Anillo del Nibelungo en esa producción, pero Karajan solo dirigió El oro del Rin y las reposiciones de La valquiria en 1968 y 1969.  Uno de los grandes aciertos de Bing fue promover la integración dentro de los repartos del Met, con la presentación de grandes cantantes de origen afroamericano, comenzando con el histórico debut de Marian Anderson en 1955, a la que siguieron Leontyne Price, Grace Bumbry, Shirley Verrett, George Shirley y muchos otros. Un gran número de famosos tenores y sopranos aparecieron en el Met contratados por Bing, entre otros Maria Callas, que mantuvo una amarga discusión con Bing acerca del repertorio, Renata Tebaldi, Joan Sutherland, Montserrat Caballe, Birgit Nilsson, Elisabeth Schwarzkopf, Mario del Monaco, Carlo Bergonzi, Nicolai Gedda, Jon Vickers y Alfredo Kraus. 
Tras la retirada de Bing, el cargo fue pasando por distintos administradores que colaboraron sucesivamente con el director musical James Levine, que ha sido la guía artística del Met durante el último tercio del siglo XX. En estos años se presentaron los tenores que han dominado las temporadas del Met durante esta etapa: Luciano Pavarotti y Plácido Domingo. Joseph Volpe, que procedía de la propia compañía, dirigió el teatro desde 1990 hasta 2006, y destacó por ampliar notablemente el repertorio, presentando nuevas obras y estrenos mundiales. Asimismo, se abrió la puerta a directores de escena que comenzaron a introducir producciones de estilo más contemporáneo, en contraste con las producciones más tradicionales y conservadoras, que habían sido características en el Met. En 1997, Volpe nombró a Valery Gergiev como Director Invitado para ampliar el repertorio ruso. Durante su administración se presentaron en el Met artistas como Marcelo Álvarez, Cecilia Bartoli, José Cura, Diana Damrau, Natalie Dessay, Renée Fleming, Juan Diego Flórez, Marcello Giordani, Angela Gheorghiu, Susan Graham, Ben Heppner, Dmitri Hvorostovsky, Anna Netrebko, René Pape, Bryn Terfel y Deborah Voigt.
El administrador actual es Peter Gelb, que está llevando a cabo planes para ampliar el repertorio, reducir costes en las producciones y atraer nuevas audiencias, sin perder al público tradicional. Destaca, en los últimos tiempos, la difusión en directo en cines de todo el mundo de las producciones del Met en video de alta definición. Gelb ha llevado al Met a las nuevas estrellas emergentes del mundo de la ópera, como Elīna Garanča, Jonas Kaufmann, Piotr Beczala, Joseph Calleja, Lawrence Brownlee, Mariusz Kwiecien, y Eric Owens, y a directores como Yannick Nézet-Séguin, Andris Nelsons, y Fabio Luisi. En 2011, debido a los problemas de salud de Levine, que le obligaron a dejar de dirigir durante casi dos años, Fabio Luisi asumió el cargo de "director principal", pasando Levine a ser el "director musical" de la compañía. En 2014 Luisi anunció su renuncia al cargo, para dedicarse a su puesto de la ópera de Zúrich, con lo que, en la práctica, Levine volvía a ser el responsable musical único del Met. Sin embargo, los problemas de salud persistieron, y en abril de 2016 se anunció que Levine dejaría su puesto de Director Musical al final de la temporada 2015-2016, pasando a ostentar el puesto honorífico de Director Musical Emérito. A continuación el Met anunció la designación del canadiense Yannick Nézet-Séguin para ser el nuevo Director Musical a partir de 2020, aunque finalmente se adelantó su toma de posesión a la temporada 2018-2019.

## Emisiones de radio
El Met marcó el nacimiento de la primera ópera transmitida por radio, que aún estaba en su infancia. El 13 de enero de 1910 se transmitió al público la doble representación de las óperas Cavalleria rusticana y Pagliacci con Enrico Caruso y otros intérpretes. La iniciativa para esto vino de Lee De Forest, un pionero de la radio. La emisión incluso se podía escuchar en un barco a 20 kilómetros de distancia. El círculo de oyentes en la ciudad de Nueva York que necesitaban tapones para los oídos para recibir la emisión era pequeño.
Las actuaciones del sábado por la tarde de la Ópera Metropolitana se han escuchado en directo en muchas emisoras de radio de los EE. UU. y más allá desde el día de Navidad de 1931. La primera pieza transmitida fue la ópera Hansel y Gretel de Engelbert Humperdinck. Para financiar la emisión de radio, se encontró un patrocinador permanente en 1940, pero terminó su participación en 2004. Desde entonces, el Fondo de la Ópera Metropolitana ha tratado de poner esta emisión en una base financiera segura con la ayuda de donaciones.

## Emisiones de cine
Las actuaciones seleccionadas son transmitidas en vivo en los cines de EE. UU. y en el extranjero en la serie "Metropolitan Opera Live in HD". Las emisiones logran buenos índices de audiencia y mejoran la situación de los ingresos de la casa.

## Transmisión en vivo
El 25 de abril de 2020, el Met emitió una gala de cuatro horas exclusivamente en línea, con los invitados y músicos conectados desde sus casas debido a la pandemia de coronavirus COVID-19.
Técnicamente notable fue, entre otras cosas, la actuación del coro de prisioneros de la ópera Nabucco de Verdi, donde más de 50 músicos interpretaron la pieza en paralelo por videoconferencia. Se presentaron 33 actuaciones en vivo y siete piezas pregrabadas, y 300 000 espectadores de más de 162 países siguieron la gala en vivo.

## Directores musicales principales
Aunque solo Rafael Kubelík y James Levine han desempeñado el cargo de "director musical", han sido muchos los directores de orquesta que han asumido un papel de liderazgo a lo largo de la historia del Met. Estos directores establecieron los estándares artísticos e influyeron en la calidad y el estilo de la orquesta del Met. Asimismo, en el Met han actuado muchos grandes directores invitados, que no aparecen en esta relación. Yannick Nézet-Séguin es el tercero en ostentar el título de "Music Director".
- 1885–1897: Anton Seidl
- 1884–1902: Walter Damrosch
- 1902–1915: Alfred Hertz (Director principal de repertorio alemán)
- 1908–1910: Gustav Mahler
- 1908–1915: Arturo Toscanini
- 1915–1939: Artur Bodanzky  (Director principal de repertorio alemán)
- 1924–1934: Tullio Serafin
- 1931–1971: Fausto Cleva
- 1938–1942: Erich Leinsdorf (Director principal de repertorio alemán)
- 1942–1946: George Szell
- 1943–1973: Kurt Adler (Director y Maestro de coros)
- 1945–1949: Fritz Busch
- 1949–1953: Fritz Reiner
- 1954–1960: Dmitri Mitropoulos
- 1957–1962: Erich Leinsdorf
- 1973–1974: Rafael Kubelík (Music Director)
- 1973–2016: James Levine (Music Director, Music Director Emeritus 2016- )
- 1997–2008: Valery Gergiev (Principal Guest Conductor)
- 2011–2017: Fabio Luisi (Principal Conductor)
- 2018-    : Yannick Nézet-Séguin (Music Director)